# Do What Thou Wilt.
Do What Thou Wilt. è il quarto album in studio del rapper statunitense Ab-Soul, pubblicato nel 2016.

## Tracce
1. RAW (backwards) (featuring Zacari) – 4:45
2. Braille (featuring Bas) – 4:12
3. Huey Knew THEN (featuring Dash) – 4:30
4. Threatening Nature – 3:24
5. Womanogamy – 3:56
6. INvocation (featuring Kokane) – 5:07
7. Wifey Vs. WiFi / / /  P.M.S. – 4:21
8. Beat the Case / / / Straight Crooked (featuring ScHoolboy Q) – 5:21
9. Portishead in the Morning / / /  HER World – 4:27
10. God's a Girl? – 3:14
11. Now You Know – 4:03
12. D.R.U.G.S. – 5:56
13. Evil Genius (featuring Teedra Moses & JaVonté) – 5:48
14. Lonely Soul / / / The Law (Prelude) (featuring Punch & SZA) – 6:34
15. The Law (featuring Mac Miller & Rapsody) – 5:29
16. YMF – 5:50